# Lublino
Lublino (niem. Nöblin) – wieś w Polsce położona w województwie zachodniopomorskim, w powiecie stargardzkim, w gminie Chociwel, na Pojezierzu Ińskim, położona 3 km na wschód od Chociwla (siedziby gminy) i 27 km na północny wschód od Stargardu (siedziby powiatu).
W latach 1975–1998 miejscowość administracyjnie należała do województwa szczecińskiego.
Do terytorium wsi należy przysiółek Pieczonka.